# (16458) 1989 WZ2
(16458) 1989 WZ2 là một tiểu hành tinh vành đai chính. Nó được phát hiện bởi Yoshiaki Oshima ở đài thiên văn Gekko ở tỉnh Shizuoka của Nhật Bản, ngày 21 tháng 11 năm 1989.